# Пашкани
Пашкани е град в Румъния в жудец Яш, който се намира в историческата област Молдавия. Има население 42 172 души (2002). Разположен е на река Сирет. Името на града идва от имението на боляра Оана Пашка. Действието на романа „Мястото, където нищо не се случва“ от Михаил Садовяну се развива в Пашкани.

## Личности
- Михаил Садовяну, писател (1880-1961)